# Cognée
Cet article possède un paronyme, voir Cognet.

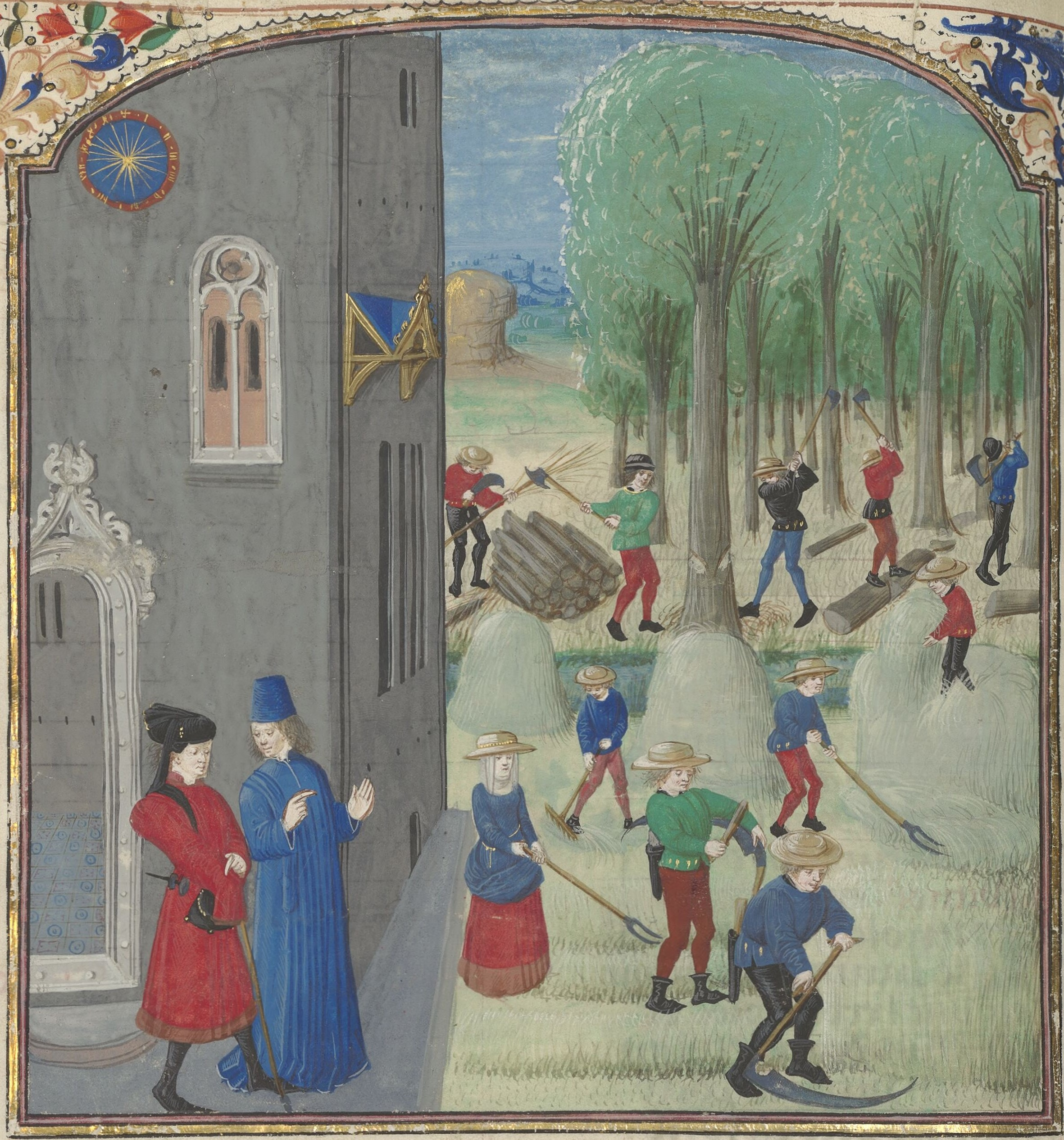
Travaux de fenaison et, en arrière-plan, d'abattage et débitage d'arbres à l'aide de cognées, enluminure du Rustican de Pietro de' Crescenzi.

Blason de la ville de Bourbach-le-Haut avec une scie et une cognée.

Une cognée est un outil de la famille des haches, employé par les bûcherons et les charpentiers. Principalement utilisé pour abattre les arbres et pour fendre les bûches, cet outil, qui se manie à deux mains en raison de sa taille et de son poids, a une forme très fine avec un tranchant court et peu large. Une cognée est dotée tout comme le merlin et la masse d'un long manche. La cognée était autrefois utilisée pour réaliser l'équarrissage des bois, avec d'autres outils comme la doloire de charpentier ou l'herminette.
Il existe des variantes plus petites de la cognée surnommées demi-cognées en raison de la longueur réduite de leur manche (et de leur fer moins lourd). À l'inverse d'un merlin qui ressemble plutôt à un coin porté au bout d'un manche et qui ne sert que pour fendre le bois, mais n'est pas affuté, une cognée est faite pour couper ou abattre les arbres. Son fer est donc affuté, et effilé.

## Histoire
La cognée passe pour être une invention de l'Athénien Dédale
On distinguait les « charpentiers de la grande cognée à lame droite », des « charpentiers de la petite cognée » (bois menu ou menuisiers).

## Symbolique

### Calendrier républicain
- Dans le calendrier républicain, la Cognée était le nom attribué au 10e jour du mois de pluviôse[3].